# Џерман Вали (Илиноис)
Џерман Вали (енгл. German Valley) град је у америчкој савезној држави Илиноис.

## Демографија
По попису из 2010. године број становника је 463, што је 18 (-3,7%) становника мање него 2000. године.
| Група             | 2000.       | 2010.       |
| Белци             | 470 (97,7%) | 454 (98,1%) |
| Афроамериканци    | 0 (0,0%)    | 1 (0,2%)    |
| Азијати           | 1 (0,2%)    | 1 (0,2%)    |
| Хиспаноамериканци | 9 (1,9%)    | 5 (1,1%)    |
| Укупно            | 481         | 463         |